# 玉屏トン族自治県
玉屏トン族自治県（ぎょくへい-トンぞく-じちけん）は中華人民共和国貴州省銅仁市に位置する自治県。

## 行政区画
下部に4街道、3鎮、1郷を管轄する。
- 街道
  - 皂角坪街道、平渓街道、大竜街道、麻音塘街道
- 鎮
  - 新店鎮、朱家場鎮、田坪鎮
- 郷
  - 亜魚郷

## 特産品
玉屏簫笛という縦笛状の楽器が特産。

## 交通

### 鉄道
- 中国鉄路総公司
  - 滬昆旅客専用線
    - 銅仁南駅

  - 滬昆線
    - 玉屏駅

### 道路
- 高速道路
  - 滬昆高速道路
  - S15 松従高速道路
- 国道
  - G320国道